# 戦病死
戦病死（せんびょうし）は、兵士が軍事活動中に病気で命を落とすこと。一般に直接的な戦闘行為で死傷する戦死とは区別されるが、戦争に関連して死亡すること全般を指す戦没には含まれる。

## 概要
戦病死は、一般の戦争映画などフィクションで形成された戦争に対するイメージとは裏腹に、戦死そのものより戦争で人員が死亡する主要因となっている。こと軍事活動中は衛生的な環境が維持しにくく、このための疾病や負傷個所の悪化などといった健康上のトラブルが頻発し易い。加えてストレスの問題など、健康を害する要素は枚挙に暇が無い。
補給や医学が発達していなかった近世以前は、戦病死者がとても多く戦死者を上回る事が珍しくなかった。戦場は不衛生であり、しばしば伝染病が発生する。特に死体や糞尿の処理は伝染病防止に重要であるが、戦争時下ではそういった悠長なことはいっていられない。補給が滞れば栄養状態の悪化や医薬品の不足で戦病死者が増え甚だしい場合は餓死する。また寒冷地では凍傷が発生し放置すれば死にいたるし、装備が十分でも苛酷な環境は体力を消耗させ低体温症を招く。温暖な地方では熱中症が発生し、また蚊が媒介するマラリアなどが問題になる。
なお、この疾病や負傷の悪化に伴う損耗を人為的に起こして相手軍事力にダメージを与えようと言う考えが、いわゆる生物兵器である。

## 兵員損耗回避の戦略
戦略の上では、作戦を貫徹させるかを問う戦術の前提として、その作戦を実行する兵員の損耗を如何におさえるかが重視される。橋頭堡の確保などでは、武器弾薬は勿論、医薬品や食料を前線に送り届け、また怪我や疾病を抱えた兵員を後方に送り出して治療し、健康を回復させ再び前線に送り出す。
このため輸送は軍事活動のうえで重要な要素となり、前線の兵士にとっては文字通りの生命線となる。兵員の生活で最も基本的な食料は、衛生的なまま各々の兵士に提供されなければならない。第一次世界大戦以前は前線での集団食中毒という問題も珍しくは無く、赤痢などは深刻な健康被害を招いた。これの予防に瓶詰めや缶詰の保存食が発達、更には専用の食品としてレーションも発達している。
健康面では、いわゆるサバイバル教練など、歩兵全員に健康の自己管理と医療知識の普及が行われている。これらは歩兵の任務が多岐に渡り、求められる熟練度が高まって訓練にも相応のコストが掛かる（＝使い捨てに出来ない）ようになった近代戦になるに従って、よりその各々が生還することが求められ、このための教育も拡充される傾向にある。

## 戦病死の一覧
- 餓死
- 凍死（低体温症）

戦傷に伴う感染症
- 破傷風
- 壊疽
- 敗血症

戦傷とは無関係に発生する感染症
- 赤痢
- マラリア
- チフス
- インフルエンザ、スペインかぜ
- 結核

栄養不足に伴う病気
- 脚気
- 壊血病